# Maxillaria parkeri
Maxillaria parkeri är en orkidéart som beskrevs av William Jackson Hooker. Maxillaria parkeri ingår i släktet Maxillaria och familjen orkidéer. Inga underarter finns listade i Catalogue of Life.

## Bildgalleri

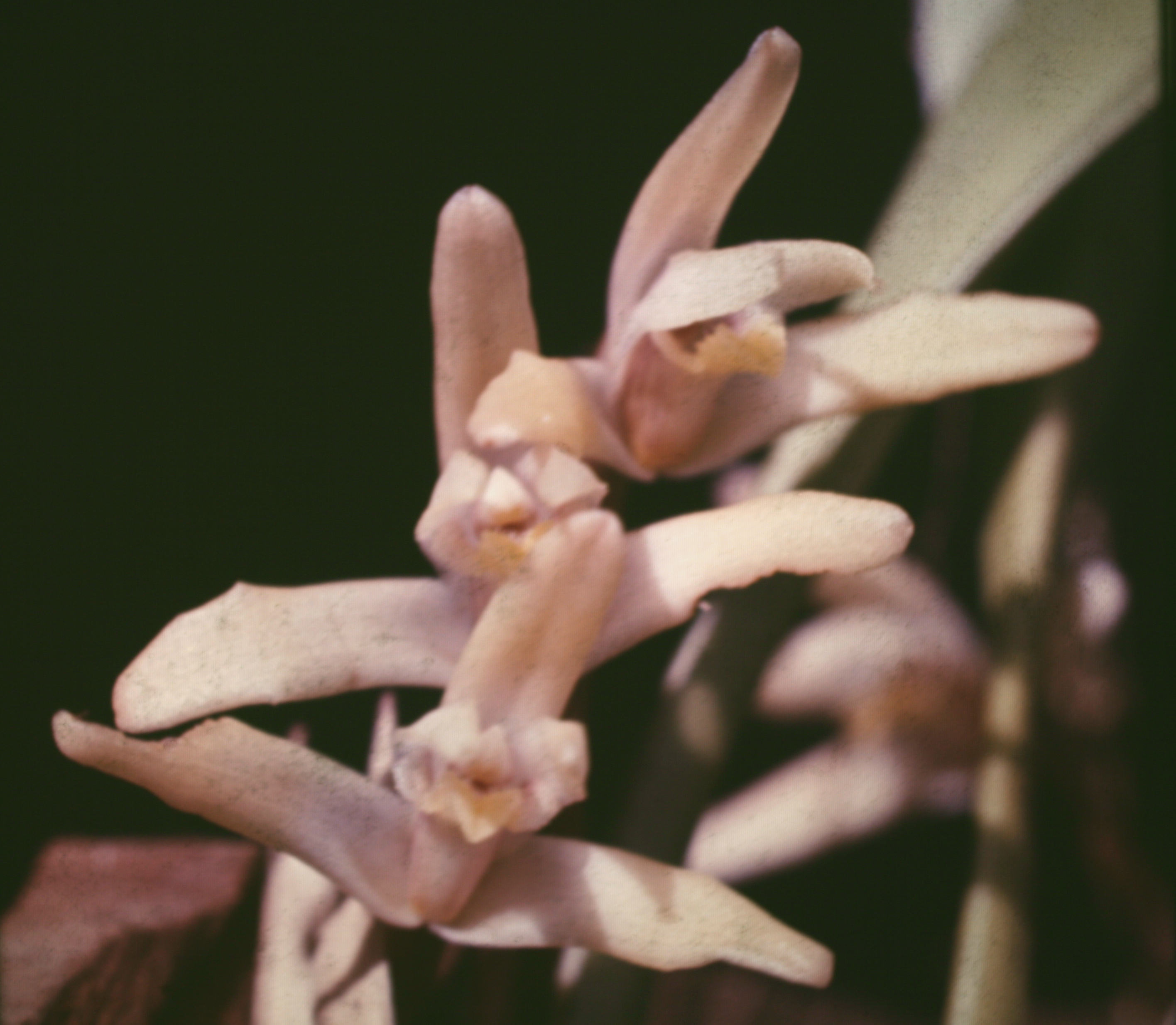
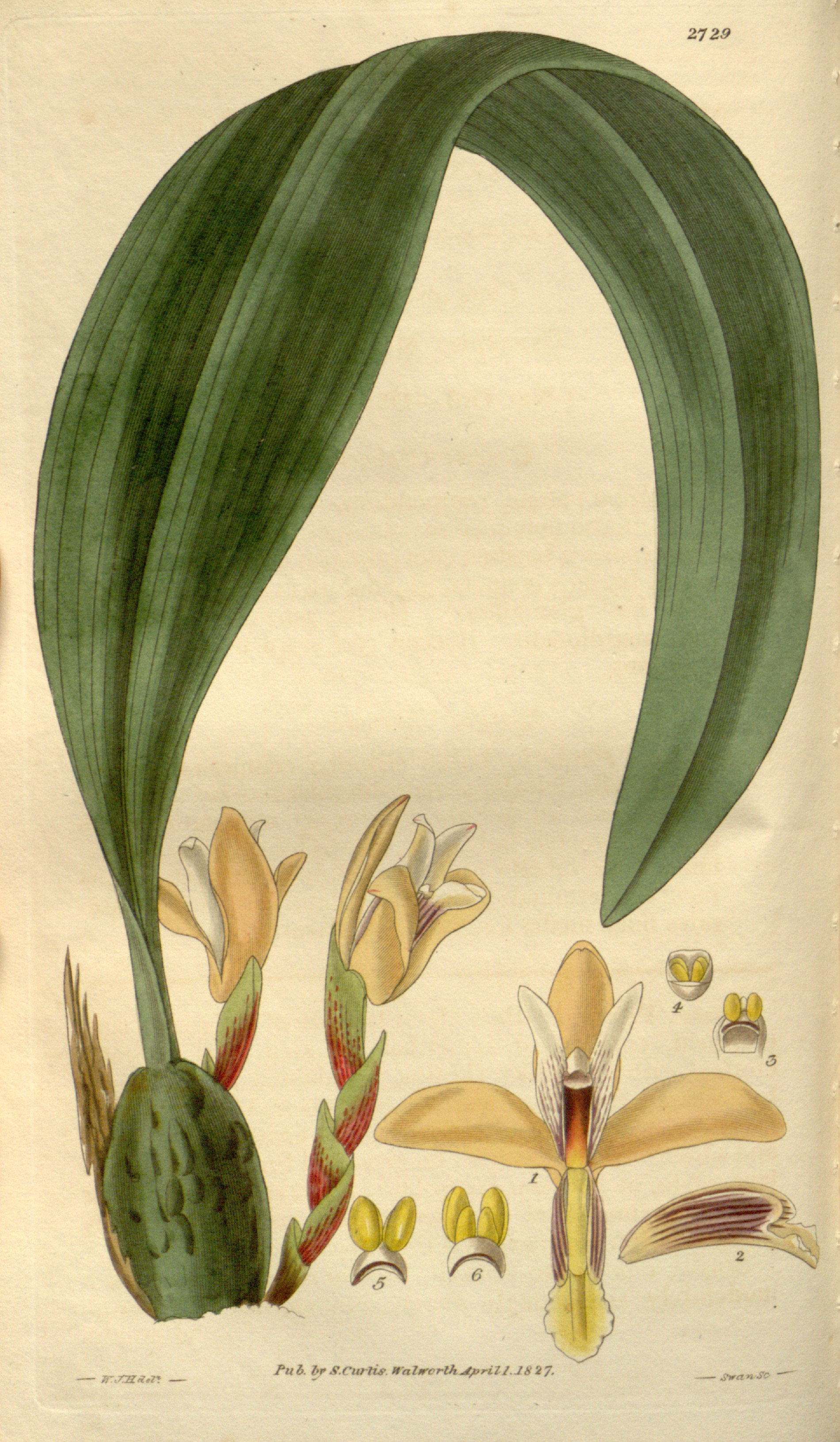
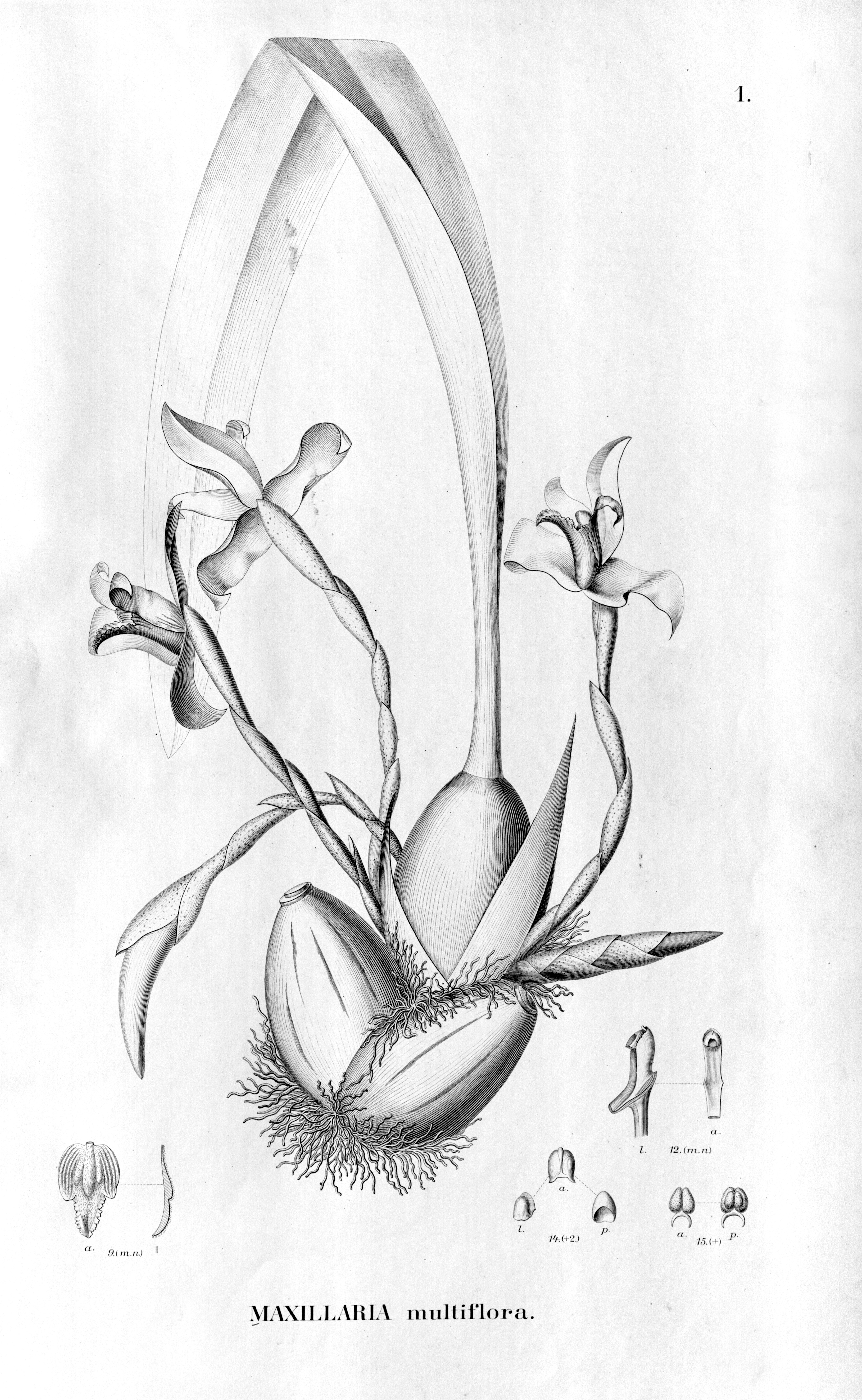